# Municipio de Krumovgrad
El municipio de Krumovgrad es un municipio de la provincia de Kardzhali, Bulgaria, con una población estimada a final del año 2017 de 16 921 habitantes. 
Se encuentra ubicado en el centro-sur del país, cerca de la frontera con Grecia. Su capital es la ciudad de Krumovgrad.